# Dojč
Dojč este o comună slovacă, aflată în districtul Senica din regiunea Trnava, pe malul râului Q13407126⁠(d). Localitatea se află la altitudinea de 182 m deasupra n.m., se întinde pe o suprafață de 20,37 km2 și în 2017 număra 1.266 de locuitori.

## Istoric
Localitatea Dojč este atestată documentar din 1392.

## Demografie
| An:                | 1994 | 2004   | 2014   | 2024    |
| ------------------ | ---- | ------ | ------ | ------- |
| Număr de persoane: | 1157 | 1241   | 1249   | 1380    |
| Diferență:         |      | +7,26% | +0,64% | +10,48% |

| An:                | 2023 | 2024   |
| ------------------ | ---- | ------ |
| Număr de persoane: | 1363 | 1380   |
| Diferență:         |      | +1,24% |